# Janus Djurhuus
Jens Hendrik Oliver Djurhuus, també conegut com a Janus Djurhuus, (Tórshavn, 26 de febrer de 1881 – Tórshavn, 1 de setembre de 1948) fou el primer poeta feroès modern. Ell i el seu germà més jove Hans Andreas Djurhuus, també poeta, són anomenats els germans Áarstova, pel nom de la casa on varen créixer.

## Vida i obra
Els pares de Djurhuus eren Óla Jákup Djurhuus (1832–1909) i Else Marie Poulsen, de Hósvík (1847–1897). era el besnet del també poeta feroès Jens Christian Djurhuus.
Djurhuus deia que el seu "baptisme poètic" es produí a l'escola, quan va sentir Jákup Dahl (més tard un prepòsit i traductor de la Bíblia i autor de la primera gramàtica escolar de la llengua Feroesa) declamar l'himne de la "Reunió de Nadal" de 1888 (inici del moviment independentista feroès), de Jóannes Patursson Nú er tann stundin komin til handa (Ha arribat l'hora d'actuar).
Djurhuus es formà com a advocat. Després de passar els exàmens preliminars dins 1897, va anar a Dinamarca per a la preparació universitària, primer a Copenhaguen i després a Bornholm. Va passar els exàmens de qualificació el 1900, es graduà amb el cand. jur. (llicenciatura en dret) el 1911, i a partir d'aleshores va exercir com a advocat a Copenhaguen fins al final de la dècada de 1930, quan va retornar a les Fèroes per exercir allà.
El seu primer poema publicat fou "Blíð er summarnátt á Føroya landi", el 1901. El 1914 va publicar Yrkingar (Poemes), la primera col·lecció de l'obra d'un poeta individual publicada en feroès. Postewriorment va publicar quatre poemaris més.
Djurhuus també va estudiar filologia clàssica, i també va publicar traduccions feroeses completes d'obres en grec clàssic i en llatí, incloent-hi alguns dels diàlegs de Plató i poesia de Safo, i (pòstumament) una traducció poètica de la Ilíada. (També va publicar traduccions d'obres poètiques de Goethe, Dante, Heinrich Heine i Gustaf Fröding).
La seva poesia combina la mitologia clàssica i la nòrdica. La llengua dels seus poemes es noderix tant del feroès modern com de la llengua de les balades tradicionals, així com de poesia antiga i moderna en altres llengües escandinaves. El seu ritme també està influït pel grec antic i per la poesia alemanya moderna.

## Reputació literària
La poesia de Djurhuus va representar el gran avenç de la literatura moderna en feroès. La seva poesia ha estat considerada "entre el millor" de les lletres escandinaves modernes."".

## Selecció d'obres

### Poesia
- Yrkingar. Copenhagen: Hitt Føroyska Studentafelagið, 1914. Rev. ed. 1923. OCLC 41390587
- Nyggjar Yrkingar. Copenhagen: Hitt Føroyska Studentafelagið, 1938. OCLC 465720164
- Carmina. Tórshavn: H.N. Jacobsen, 1941. OCLC 729143860
- Moriendo. Tórshavn: Norrøna forlagið, 1944. OCLC 19884120
- Yrkingar 1898-1948. Ed. Christian Matras. Copenhagen: Mentunargrunnur Studentafelagsins, 1988. OCLC 25370149 (Collected edition)

### Traduccions
- Plato. Symposion—Gorgias. Copenhagen: Føroyingafelag, 1938. OCLC 44024260
- Homer. Ilionskvæði. Tórshavn, 1967. OCLC 559676478